# 芹叶荠属
芹叶荠属（学名：Smelowskia）是十字花科下的一个属，为多年生簇生草本植物。该属共有约7种，分布于中亚、阿富汗、北美。